# Mettendorf (Eifel)
Mettendorf ist eine dörflich geprägte Ortsgemeinde im Eifelkreis Bitburg-Prüm in Rheinland-Pfalz. Sie gehört der Verbandsgemeinde Südeifel an. Mettendorf ist gemäß Landesplanung als Grundzentrum ausgewiesen.

## Geographie
Mettendorf liegt ca. 40 km von Trier im Enzbachtal, einem Seitental in der Eifel. Neben Trier ist Bitburg die nächstgrößere Stadt.
Zu Mettendorf gehören auch die Wohnplätze Ehlenhof und Steffeshof.
| Niedergeckler                 | Sinspelt, Niederraden                       | Brimingen, Utscheid |
| Lahr, Geichlingen             | Kompassrose, die auf Nachbargemeinden zeigt | Burg, Niehl         |
| Hüttingen bei Lahr, Körperich | Nusbaum, Hommerdingen                       | Enzen, Stockem      |

## Geschichte

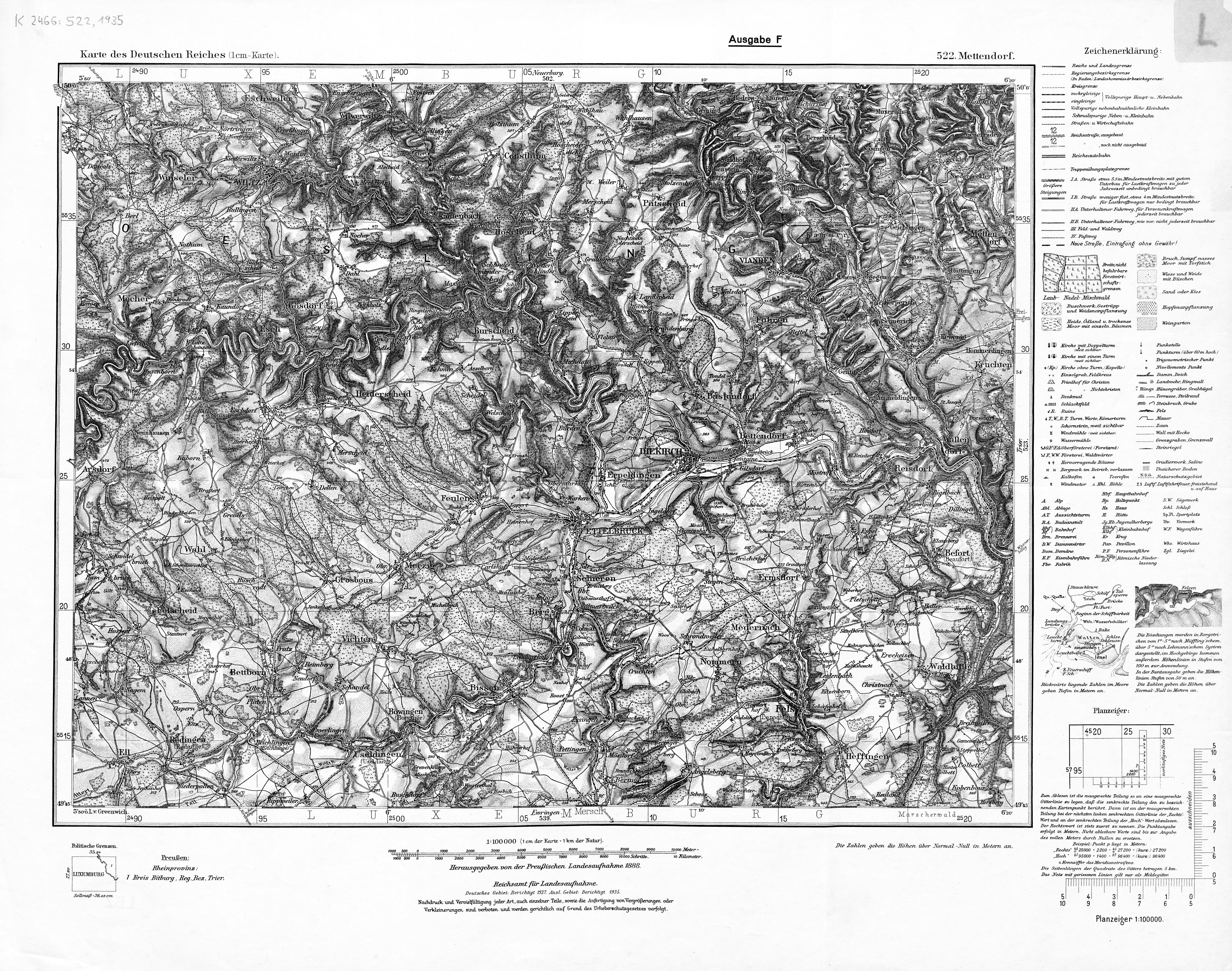
Karte des Deutschen Reiches, 522. Mettendorf, 1935.

Das Enztal bei Mettendorf kann eine reiche geschichtliche Entwicklung bezeugen. Schon aus der Steinzeit sind durch Funde zahlreiche Besiedlungsspuren nachgewiesen. Später gehörte das Gebiet zum keltischen Stamm der Treverer und wurde im Zuge des Gallischen Krieges 58–50 v. Chr. von Gaius Julius Caesar unter römische Herrschaft gebracht. 3 römische Villen sind in Mettendorf bekannt sowie Hinweise auf ein antikes Gräberfeld. Etwa Ende des 5. Jahrhunderts mussten sich die Römer aus der Region zurückziehen und eine fränkische Siedlung entstand entlang dem früheren römischen Verbindungsweg im Enztal – dem Kiemen.
Die erste urkundliche Erwähnung stammt von 786/787 im Goldenen Buch der Abtei Echternach. Dort ist Mettendorf unter dem Namen Villa Medona aufgeführt. Weitere Namen existieren mit metendorph (1063), mectindorf (1345), villa metendorp (1360), mettendoirff (1451), meittendorf (1563) und Mettendorf (seit 1621).
Zunächst gehörte der Ort zur Abtei Prüm, bevor er 1220 zur luxemburgischen Grafschaft Vianden kam. Hier war Mettendorf dann Sitz eines Schöffengerichts und Hauptort einer Meierei. Graf Heinrich I. von Vianden übergab den Ort im Jahre 1248 an den ins Land gebrachten Trinitarierorden, der 1477 nach Viandener Vorlage ebenfalls eine zweischiffige Kirche erbauen ließ. Nach der Annexion der Österreichischen Niederlande, zu denen Luxemburg gehörte, durch französische Revolutionstruppen wurde der Ort 1795 französisch und gehörte zum Wälderdepartement. 1815 wurde er auf dem Wiener Kongress dem Königreich Preußen zugeordnet. Nach dem Ersten Weltkrieg zeitweise wieder französisch besetzt und nach dem Zweiten Weltkrieg der französischen Besatzungszone zugeordnet, ist der Ort seit 1946 Teil des damals neu gebildeten Landes Rheinland-Pfalz.
1815 hatte Mettendorf 753 Einwohner und war noch gegliedert in Unter-, Mittel- und Oberdorf. Diese Teile sind längst zusammengewachsen. Die Kirche ist auch heute noch der Mittelpunkt des Ortes.
Nach 138 Jahren schloss das Kaufhaus Walzer in Mettendorf am 30. November 2022 für immer seine Türen.

### Bevölkerungsentwicklung
Die Entwicklung der Einwohnerzahl von Mettendorf, die Werte von 1871 bis 1987 beruhen auf Volkszählungen:
| Mettendorf (Eifel): Einwohnerzahlen von 1815 bis 2024 | Mettendorf (Eifel): Einwohnerzahlen von 1815 bis 2024 | Mettendorf (Eifel): Einwohnerzahlen von 1815 bis 2024 | Mettendorf (Eifel): Einwohnerzahlen von 1815 bis 2024 | Mettendorf (Eifel): Einwohnerzahlen von 1815 bis 2024 |
| ----------------------------------------------------- | ----------------------------------------------------- | ----------------------------------------------------- | ----------------------------------------------------- | ----------------------------------------------------- |
| Jahr                                                  |                                                       |                                                       |                                                       | Einwohner                                             |
| 1815                                                  | 1815                                                  |                                                       | 753                                                   | 753                                                   |
| 1835                                                  | 1835                                                  |                                                       | 1.015                                                 | 1.015                                                 |
| 1871                                                  | 1871                                                  |                                                       | 1.029                                                 | 1.029                                                 |
| 1905                                                  | 1905                                                  |                                                       | 1.029                                                 | 1.029                                                 |
| 1939                                                  | 1939                                                  |                                                       | 1.204                                                 | 1.204                                                 |
| 1950                                                  | 1950                                                  |                                                       | 1.135                                                 | 1.135                                                 |
| 1961                                                  | 1961                                                  |                                                       | 1.094                                                 | 1.094                                                 |
| 1970                                                  | 1970                                                  |                                                       | 1.084                                                 | 1.084                                                 |
| 1987                                                  | 1987                                                  |                                                       | 1.055                                                 | 1.055                                                 |
| 1997                                                  | 1997                                                  |                                                       | 1.090                                                 | 1.090                                                 |
| 2005                                                  | 2005                                                  |                                                       | 1.120                                                 | 1.120                                                 |
| 2011                                                  | 2011                                                  |                                                       | 1.122                                                 | 1.122                                                 |
| 2017                                                  | 2017                                                  |                                                       | 1.119                                                 | 1.119                                                 |
| 2024                                                  | 2024                                                  |                                                       | 1.074                                                 | 1.074                                                 |
|                                                       |                                                       |                                                       |                                                       |                                                       |

## Politik

### Gemeinderat
Der Gemeinderat in Mettendorf besteht aus 16 Ratsmitgliedern, die bei der Kommunalwahl am 9. Juni 2024 wieder (wie 2014) in einer Mehrheitswahl gewählt wurden, und dem ehrenamtlichen Ortsbürgermeister als Vorsitzendem. Bei der Wahl 2019 war eine personalisierte Verhältniswahl durchgeführt worden, da sich zwei Wählergruppen um die Sitze beworben hatten.

### Bürgermeister
Manfred Reinard wurde am 16. März 2023 Ortsbürgermeister von Mettendorf. Da für eine am 5. März 2023 vorgesehene Direktwahl kein Wahlvorschlag eingereicht wurde, oblag die Neuwahl gemäß rheinland-pfälzischer Gemeindeordnung dem Rat von Mettendorf. Dieser entschied sich für Manfred Reinhard. Bei der Direktwahl am 9. Juni 2024 wurde Reinard als einziger Bewerber mit einem Stimmenanteil von 91,7 % für weitere fünf Jahre in seinem Amt bestätigt.
Reinards Vorgänger Nikolaus Kwiatkowski hatte das Amt am 3. Juli 2019 übernommen. Bei der Direktwahl am 26. Mai 2019 war er mit einem Stimmenanteil von 76,75 % für fünf Jahre gewählt worden. Kwiatkowski legte sein Ehrenamt jedoch zum 31. Dezember 2022 vorzeitig nieder, wodurch eine Neuwahl erforderlich wurde. Kwiatkowskis Vorgänger Paul Lentes hatte das Amt von 2004 bis 2019 ausgeübt.

### Wappen
| Wappen von Mettendorf | Blasonierung: „Im gespaltenen Schild vorne in Rot ein silberner Balken, hinten in Silber ein blau-rot geteiltes Malteserkreuz.“ |
| Wappen von Mettendorf | Wappenbegründung: Mettendorf unterstand 1222 laut Güterverzeichnis der Abtei Prüm. Deren Patronatsrecht war im Besitz des abteilischen Vogts des Grafen von Vianden (Luxemburg). Die Grafen von Vianden führten in Rot einen weißen Balken. Das Patronat ging von den Grafen von Vianden an die Trinitarier zu Vianden im Jahre 1248 über. Die Trinitarier führen als Wappen nach Mitteilung des Staatsarchivs Luxemburg ein blau-rot geteiltes Malteserkreuz. |

### Städtepartnerschaften
- Es besteht eine Partnerschaft mit der französischen Gemeinde Sermages.

## Kultur und Sehenswürdigkeiten

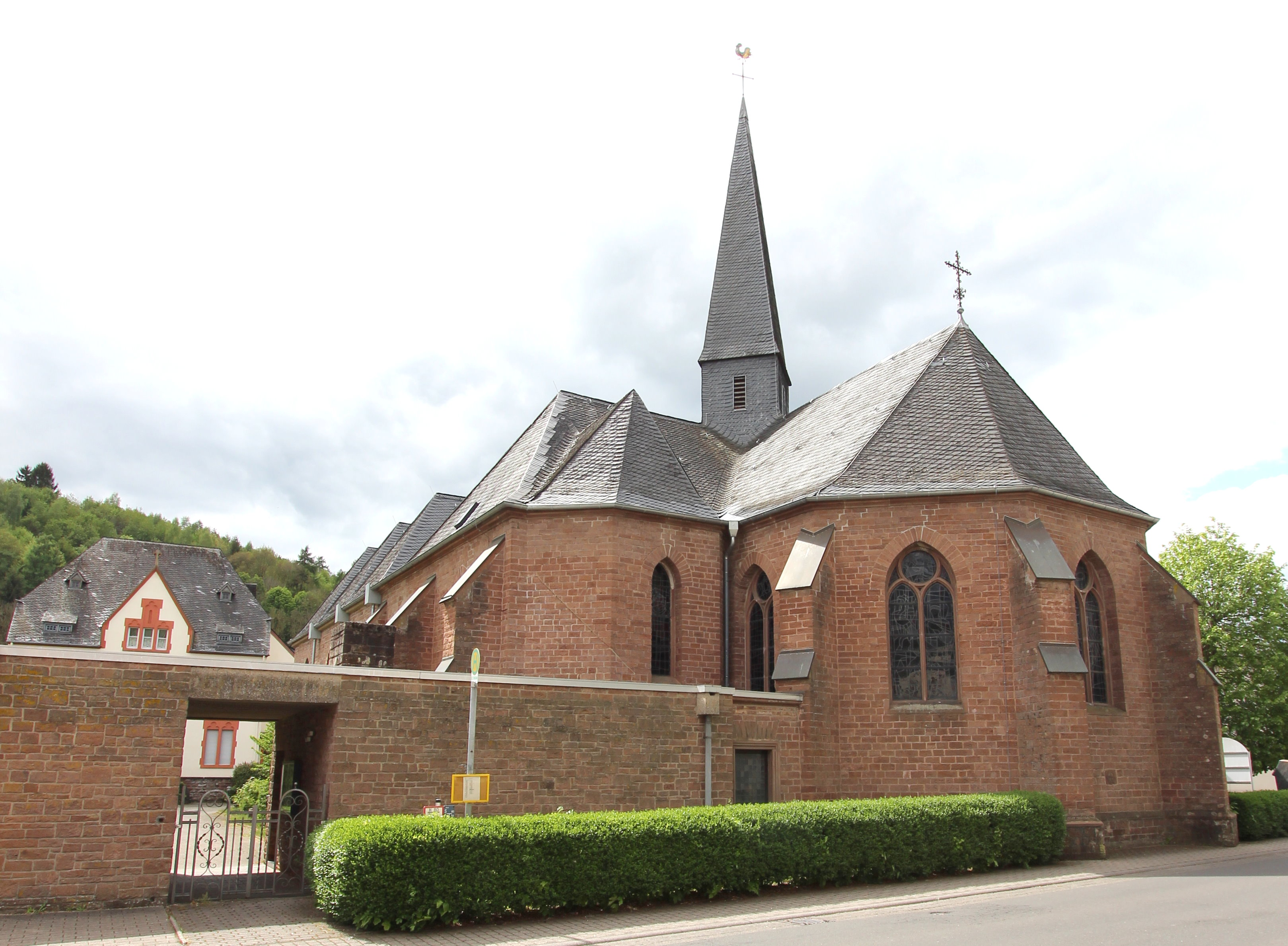
Katholische Pfarrkirche St. Margareta

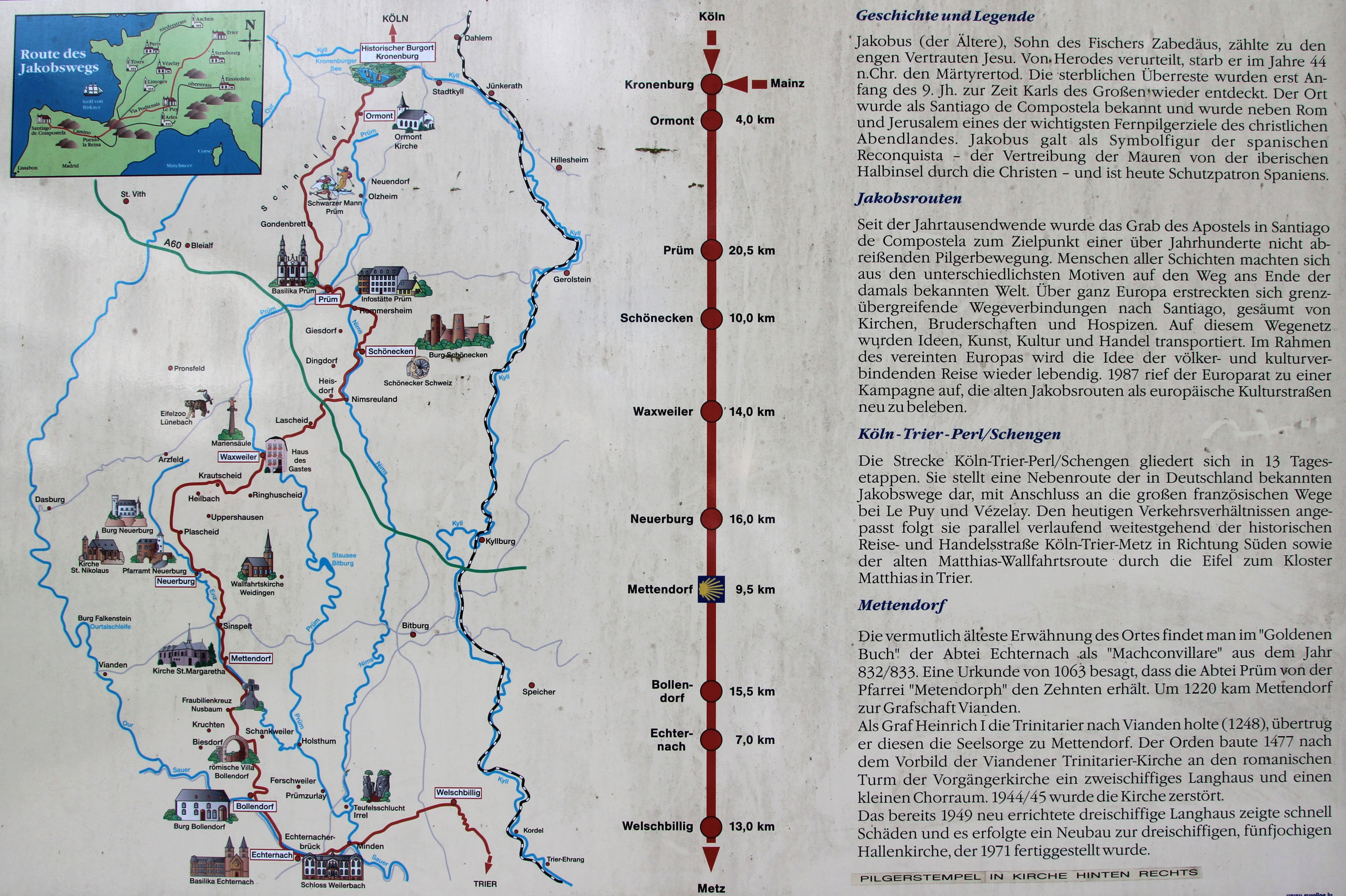
Jakobsweg durch Mettendorf (Eifel)

### Bauwerke
- Die Pfarrkirche St. Margareta von 1865 mit steinernem Altaraufsatz im Innenraum (Anfang des 17. Jahrhunderts)
- Denkmal für Pater Maximilian Kolbe mit Glocke aus dem Jahre 1520 am Kirchenvorplatz.
- Katholisches Pfarrhaus und Säule von 1477 auf dem Kirchplatz
- Über das Gemeindegebiet sind einige – teils sehr alte – Wegekreuze verteilt.

Siehe auch: Liste der Kulturdenkmäler in Mettendorf

### Grünflächen und Naherholung

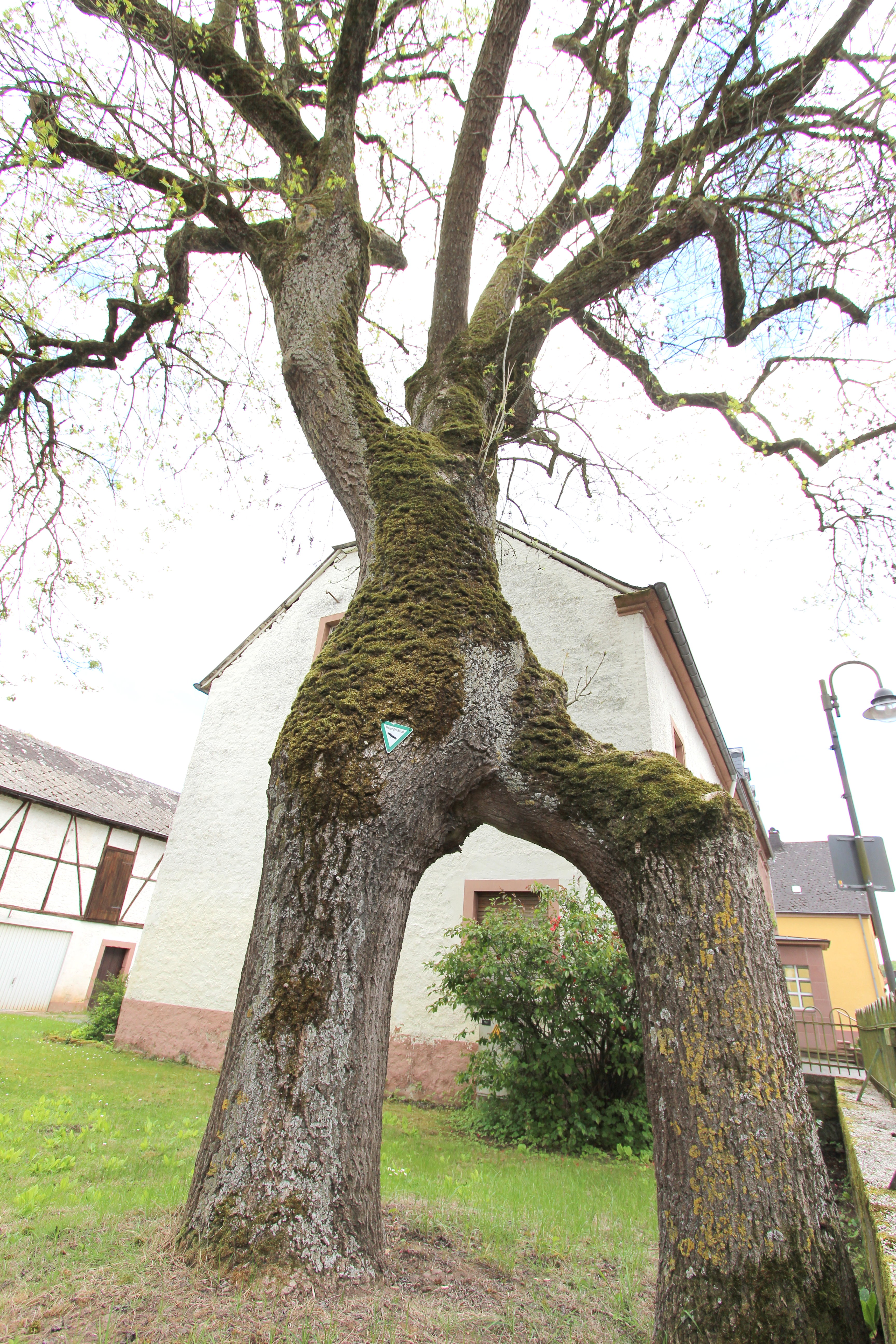
Doppelesche im Fronhof

- Naturdenkmal „Doppelesche“; aus zwei zu einem Stamm zusammengewachsenen Eschen neben Im Fronhof 6
- Wanderrouten; es bestehen 11 örtliche Wanderwege mit einer Gesamtlänge von 36 km (z. B. Schluchtenpfad)[17]
- Jakobsweg durch Mettendorf nach Santiago de Compostela (Spanien); Mettendorf befindet sich auf dem Weg von Köln/Bonn über Trier nach Schengen.[18]

Siehe auch: Liste der Naturdenkmale in Mettendorf

### Regelmäßige Veranstaltungen
- Jährliches Kirmes- bzw. Kirchweihfest St. Margareta in der dritten Oktoberwoche
- Prozession an Christi Himmelfahrt
- Traditionelles Ratschen oder Klappern am Karfreitag und Karsamstag
- Hüttenbrennen am ersten Wochenende nach Aschermittwoch (sogenannter Scheef-Sonntag)[19][20]

### Bildung
- Mettendorf verfügt über die Grundschule „Hildegardis“[21] und eine Kindertagesstätte[22]

## Verkehr
Die Gemeinde ist durch die Landesstraßen L 3, L 4 und L 8 erschlossen.